# Divisiones menores del Junior de Barranquilla
Las Divisiones menores de Junior de Barranquilla están conformadas por la Sub-20, Sub-19, Juvenil, Sub-17, Sub-16, Sub-15, Sub-14, Sub-13, Sub-12, Sub-11, Sub-10, Sub-9 y Barranquilla. De las inferiores de Junior de Barranquilla han pasado jugadores que han logrado llegar al equipo profesional, como lo son Teófilo Gutiérrez, Carlos Bacca, Macnelly Torres, Iván René Valenciano, Vladimir Hernández, Guillermo Celis, Jarlan Barrera, Oswaldo Mackenzie, Alexis Mendoza, José Amaya, Jorge Bolaño, Luis Carlos Ruiz, Víctor Pacheco, y el más reciente Luis Díaz, entre otros. Son los encargados de suplir de jugadores al primer equipo, generalmente cuando se disputan torneos internacionales a la par con los locales.

## Historia

### Campeonato Juvenil

#### Campeón 2011
El Campeonato Juvenil o SúperCopa Juvenil FCF es un torneo de fútbol que se juega en Colombia a partir del año 2009 con la designación de Colombia como sede de la Copa Mundial de Fútbol Sub-20 de 2011, y la necesidad que la Selección Colombia tuviera un equipo competitivo.
Junior juega su primera final en el 2011 después de clasificar como segundo en su grupo (Grupo I) a solo 3 puntos del líder Uniautonoma, después de 18 partidos jugados donde tuvo un rendimiento del 61% debido a las 10 victorias, 3 empates y 5 partidos perdidos, siendo el equipo con el arco menos vencido del grupo. En la segunda ronda, un triangular con los equipos Expreso Rojo y Cúcuta Deportivo Ocaña, Junior termina líder e invicto con 10 puntos, 5 más que el segundo, solo empantando un partido. 
En la tercera fase, enfrenta en partidos ida y vuelta a Boca Juniors de Sincelejo, Junior pierde de local y gana de visitante, todo se definiría en penales. En la cuarta fase se vuelven enfrentar, con Junior esta vez ganando de local 4-2 pero perdiendo 2-0 de visitante, de nuevo en los penales, Junior lograría la victoria. En semifinales, Boca Juniors de Sincelejo otra vez, extiende el partido a penales luego de una igualdad global 1-1. 
En la final se enfretarian con Independiente Medellín, Junior ganaría 3-2 en Barranquilla con un doblete de Sergio Martínez, después llegarían 2 goles del conjunto antioqueño y un gol a 5 minutos del final de Jesús Rodríguez Escorcia para darle la victoria a los tiburones. En Medellín Junior se iría ganando con un gol de Sergio Martínez al entre tiempo, para el segundo tiempo el local haría 3 goles en 15 minutos, uno de los jugadores adversarios que marcó es el capitán Jorge Arias, quien tiene historia con Junior. Un gol de Léiner Escalante mandaría el partido a penales, donde Junior se impodria 4-5 con el último gol convertido por el capitán, arquero y figura José Luis Chunga dándole así el primer título de Junior en este torneo Juvenil y la primera participación a la Copa Libertadores Sub-20.

## Jugadores
A continuación se muestran algunos de los muchos jugadores que han sido formados y salieron de las divisiones inferiores de Junior y Barranquilla FC:
| Nombre            | Posición       | Nac. | Carrera     | PJ  | G   | Club de debut      | Último club       | Títulos |
| ----------------- | -------------- | ---- | ----------- | --- | --- | ------------------ | ----------------- | ------- |
| Jarlan Barrera    | Centrocampista | 1995 | 2013 - Act. | 340 | 68  | Junior             | Atlético Nacional | 2       |
| Guillermo Celis   | Centrocampista | 1993 | 2011 - Act. | 231 | 9   | Barranquilla F. C. | Once Caldas       | 2       |
| Michael Rangel    |                | 1991 | 2010 - Act. | 381 | 125 | Junior             | Deportes Tolima   | 3       |
| Luis Carlos Ruiz  |                | 1987 | 2007 - Act. | 467 | 113 | Barranquilla F. C. | Millonarios       | 7       |
| Carlos Bacca      |                | 1986 | 2007 - Act. | 618 | 274 | Barranquilla F. C. | Junior            | 5       |
| Teófilo Gutiérrez |                | 1985 | 2006 - Act. | 583 | 210 | Barranquilla F. C. | Deportivo Cali    | 10      |
| Macnelly Torres   | Centrocampista | 1984 | 2002 - 2020 | 613 | 71  | Junior             | Alianza Petrolera | 15      |
| José Amaya        | Centrocampista | 1980 | 1998 - 2015 | 606 | 15  | Junior             | Uniautonoma       | 6       |
| Iván Valenciano   |                | 1972 | 1988 - 2009 | 493 | 245 | Junior             | Alianza Petrolera | 2       |
| Alexis Mendoza    | Defensa        | 1961 | 1979 - 1998 | 612 | 24  | Junior             | Junior            | 4       |
| Luis Díaz         |                | 1997 | 2016 - Act. | 309 | 74  | Barranquilla F. C. | Liverpool         | 3       |

- Datos actualizados hasta octubre del 2022.

## Palmarés
| Competición                              | Títulos | Subtítulos |
| ---------------------------------------- | ------- | ---------- |
| Campeonato Juvenil (1/1)                 | 2011.   | 2013.      |
| Torneo Nacional de Reservas (1)          | 1982.   |            |
| Liga del Atlántico Sub-20 (1)            | 2017.   |            |
| Liga del Atlántico Sub-17 (1)            | 2017.   |            |
| C. Internacional La Esperanza Sub-20 (1) | 1993.   |            |
| Torneo Nacional Interclubes Sub-17 (0/1) |         | 2016.      |
| Mundialito de Fútbol Infantil Sub-15 (1) | 2000.   |            |
| Liga del Atlántico Sub-12 (0/1)          |         | 2017.      |